# Língua banjaresa

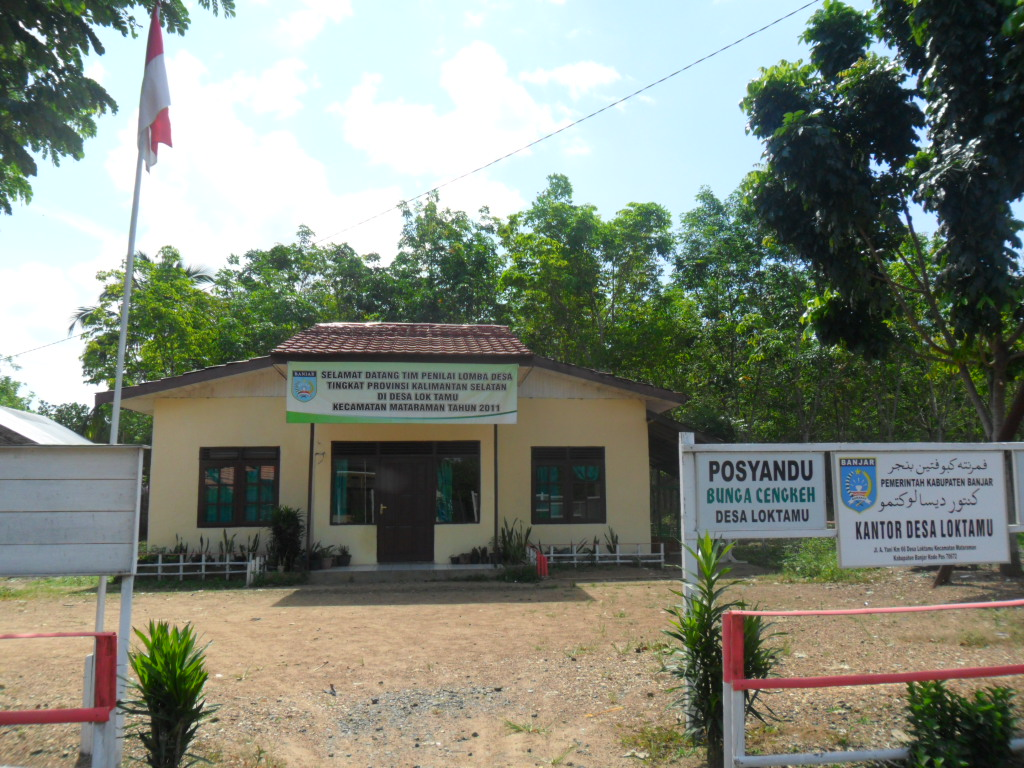
Língua banjar em escrita Jawi placa de escritório da aldeia Lok Tamu no subdistrito de Mataraman, Banjar, Caliamantã Sul, Indonésia

Banjarês (Banjar: Basa Banjar,  Indonésio: Bahasa Banjar,  Jawi: بهاس بنجر) é uma  língua austronésia falada pelo povo Banjar da província de Kalimantan do Sul da Indonésia. Como os banjareses eram historicamente comerciantes nômades, o banjarês é falado em toda a Indonésia moderna e no mundo malaio por cerca de 2 milhões de pessoas.

## Uso
Especialmente na ilha de Calimantã, o banjarês pode ser considerado uma língua franca, visto que é amplamente utilizado em três das cinco províncias de Calimantã: Kalimantan do Sul, Calimantã Oriental e Kalimantan Central; em Kalimantan Ocidental e Kalimantan Setentrional.

## Dialetos
Um dialeto menor, Bukit, recebe um código ISO separado.

### Relacionamento com o malaio padrão
Embora o banjarês às vezes seja considerado malaio, ele não é particularmente próximo a outras línguas malaias. É dividido em dois dialetos principais: os dialetos do rio superior (Banjar hulu) e do rio abaixo (Banjar kuala). As principais diferenças entre os dois dialetos podem ser encontradas na fonologia e no léxico, mas pequenas diferenças na estrutura sintática também podem ser notadas. Banjar hulu tem apenas três vogais, a saber /i/, /u/, /e/, /a/. Quando uma palavra contém vogais diferentes das três, a vogal estrangeira será substituída por uma delas com base na proximidade de abertura e outra qualidade das vogais.

### Pronúncia
Um falante de banjarês tentando pronunciar a palavra em inglês "logo" soará como se estivesse pronunciando a palavra  indonésio para inocente, "lugu". A palavra indonésia "orang" para humano será pronunciada "urang". A palavra "ke mana" (onde) será pronunciada e até mesmo escrita "ka mana". Outras características distintivas do dialeto banjar hulu é que as palavras que começam com uma vogal são mais provavelmente pronunciadas com um som /h/ antes das palavras. A adição do som /h/ também pode ser notada na grafia.

## Fonologia

### Consoantes
|             |             | Bilabial | Alveolar | Palatal | Velar | Glotal |
| ----------- | ----------- | -------- | -------- | ------- | ----- | ------ |
| Plosiva     | surda       | p        | t        |         | k     |        |
| Plosiva     | sonora      | b        | d        |         | ɡ     |        |
| Nasal       | Nasal       | m        | n        | ɲ       | ŋ     |        |
| Africada    | surda       |          |          | tʃ      |       |        |
| Africada    | sonora      |          |          | dʒ      |       |        |
| Fricativa   | Fricativa   |          | s        |         |       | h      |
| Lateral     | Lateral     |          | l        |         |       |        |
| Rótica      | Rótica      |          | r        |         |       |        |
| Aproximante | Aproximante | w        |          | j       |       |        |

### Vogais
|         | Anterior | Central | Posterior |
| ------- | -------- | ------- | --------- |
| Fechada |          | u       |           |
| Medial  | ɛ        |         | o         |
| Aberta  |          | a       |           |

## Alfabeto
| Alfabeto       | Alfabeto | Alfabeto | Alfabeto | Alfabeto | Alfabeto | Alfabeto | Alfabeto | Alfabeto | Alfabeto | Alfabeto | Alfabeto | Alfabeto | Alfabeto | Alfabeto | Alfabeto | Alfabeto | Alfabeto | Alfabeto | Alfabeto | Alfabeto | Alfabeto | Alfabeto |
| -------------- | -------- | -------- | -------- | -------- | -------- | -------- | -------- | -------- | -------- | -------- | -------- | -------- | -------- | -------- | -------- | -------- | -------- | -------- | -------- | -------- | -------- | -------- |
| a              | b        | c        | d        | é        | g        | h        | i        | j        | k        | l        | m        | n        | ny       | ng       | o        | p        | r        | s        | t        | u        | w        | y        |
| Valor fonético |          |          |          |          |          |          |          |          |          |          |          |          |          |          |          |          |          |          |          |          |          |          |
| a              | b        | tʃ       | d        | ɛ        | g        | h        | i        | dʒ       | k        | l        | m        | n        | ɲ        | ŋ        | o        | p        | r        | s        | t        | u        | w        | j        |